# Preta

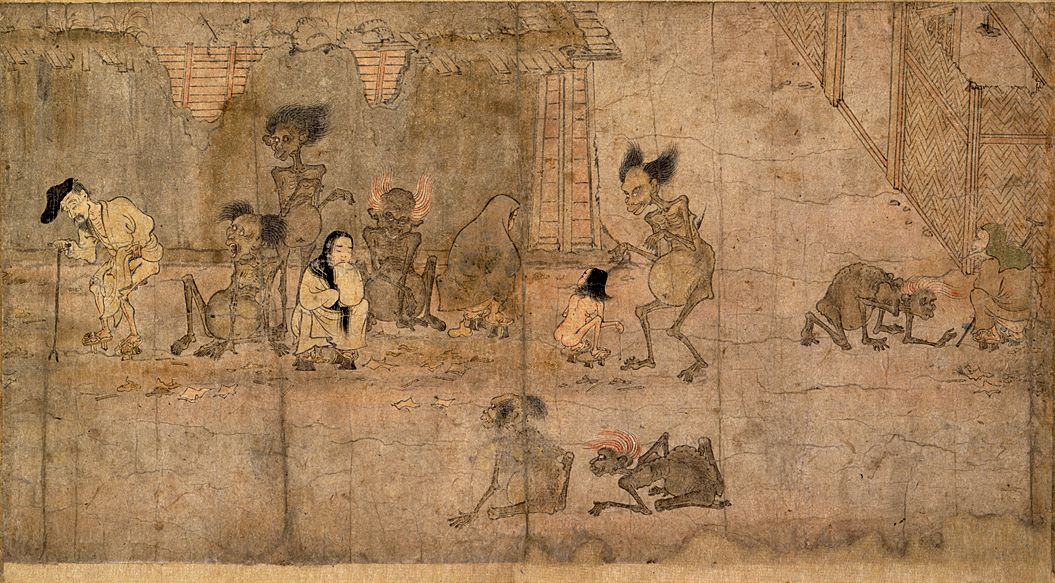
Raffigurazione giapponese di Preta del Periodo Heian

I preta, प्रेत (sanscrito letteralmente: "trapassato"; in pāli: peta; 餓鬼 - letteralmente: "spirito affamato": in cinese: èguǐ; coreano: 아귀, agwi, giapponese: gaki; vietnamita: ngạ quỷ; tibetano: yi dvags ཡི དགས; inglese: hungry ghosts) nel buddismo sono degli esseri rinati in una condizione inferiore a quella umana e a quella animale a causa del loro comportamento dettato da avarizia o gelosia.
La più antica citazione buddista risale al Petavatthu (I racconti degli spiriti), contenuto nel Sutta Piṭaka sezione Khuddaka Nikāya.
I preta sono raffigurati generalmente con colli e bocche piccolissimi e grandi ventri, a significare l'ingordigia del desiderio (ṭṟṣṇā: attaccamento, brama) che li ha condotti alla loro esistenza, perpetuamente inappagata dal desiderio di cibo. A seconda delle tradizioni sono descritti impossibilitati a cibarsi (il cibo si trasforma in braci al contatto con la bocca) o a trovare come alimento solo feci. Si considerano vagare, invisibili ai più, nel mondo umano, ma talora anche partecipare dei tormenti nel Naraka.
A loro beneficio, e a beneficio degli esseri senzienti precipitati nel Naraka, nei paesi buddisti Mahāyāna, ogni anno si tiene la festa di Ullambana.
Tradizionalmente nel mondo buddista si identifica un mondo, o uno stato, specifico per i preta, il "Mondo dei Preta" appunto nella ripartizione sestuplice dei mondi dell'esistenza. Da questa ripartizione classica, nel buddismo Tiāntái si aggiunsero altre suddivisioni che portarono, nella dottrina del Yīniàn sānqiān, a dieci il numero complessivo, in cui comunque non viene a mancare la condizione di preta.